# Unión de Ciudadanos Rusos
Unión de Ciudadanos Rusos (en ruso: Конгресс русских общин соотечественников России в Абхазии) es un partido político y organización pública en la parcialmente reconocida República de Abjasia, aunque de iure pertenece a la República Autónoma de Abjasia de Georgia, que reúne a las comunidades y organizaciones locales rusas.

## Historia
La organización fue fundada en 1994 y está dirigido por Gennadi Nikitchenko, diputado de la Asamblea Popular de Abjasia. Representa los intereses de la población de habla rusa y cuenta con una extensa red de comunidades regionales y locales. Según los datos del parlamento, hoy en día viven 220.000 ciudadanos rusos en Abjasia, de los cuales 50.000 son de etnia rusa.
En el pasado, la organización ha adoptado una postura de oposición al gobierno. El periódico de la organización es Palabra Rusa (en ruso: Русское слово).